# HMCS Camrose (1940)
HMCS Camrose (K154) (с англ. — «Его Величества Канадский Корабль «Камроуз»») — корвет типа «Флауэр», служивший в Королевском военно-морском флоте Канады в годы Второй мировой войны. Назван в честь города Камроуз канадской провинции Альберта. Нёс службу в составе Западных местных конвойных сил. В январе 1944 года во время сопровождения одного конвоя потопил глубинными бомбами подводную лодку кригсмарине U-757.

## Проект «Флауэр»

### Общее описание
Корветы типа «Флауэр», состоявшие на вооружении Королевского ВМФ Канады во время Второй мировой войны (такие, как «Камроуз»), отличались от более ранних и традиционных корветов с днищевыми колонками. Французы использовали наименование «корвет» для обозначения небольших боевых кораблей; некоторое время британский флот также использовал этот термин вплоть до 1877 года. В 1930-е годы в канун войны Уинстон Черчилль добился восстановления класса «корвет», предложив называть так маленькие корабли сопровождения, схожие с китобойными судами. Новому типу корветов было присвоено название «Флауэр»; корветам, как следовало из наименования этого типа, присваивали имена цветов.
Корветы, принятые на вооружение Королевским военно-морским флотом Канады, были названы преимущественно в честь канадских местечек, жители которых участвовали в строительстве кораблей. Эту идею отстаивал адмирал Перси Уокер Неллз. Компании, финансировавшие строительство, как правило, были связаны с местечками, в честь которых был назван каждый корвет. Корветы британского флота занимались сопровождением в открытом море, корветы канадского флота — береговой охраной (играя преимущественно вспомогательную роль) и разминированием. Позже канадские корветы были доработаны так, чтобы нести службу и в открытом море.

### Технические характеристики
Корветы типа «Флауэр» имели следующие главные размерения: длина — 62,5 м, ширина — 10 м, осадка — 3,5 м. Водоизмещение составляло 950 т. Основу энергетической установки составляла 4-тактная паровая машина тройного расширения и два котла мощностью 2750 л. с. (огнетрубные котлы Scotch у корветов программы 1939—1940 годов и водотрубные у корветов программы 1940—1941 годов). Тип «Флауэр» мог развивать скорость до 16 узлов, его автономность составляла 3500 морских миль при 12 узлах, а экипаж варьировался от 85 (программа 1939—1940 годов) до 95 человек (программа 1940—1941 годов).
Главным орудием корветов типа «Флауэр» было 102-мм морское орудие Mk IX. Зенитное вооружение состояло из спаренных 12,7-мм пулемётов Vickers и 7,7-мм пулемётов Lewis, позже заменённых на сдвоенные 20-мм пушки «Эрликон» и одиночные 40-мм орудия Mk VIII. В качестве противолодочного оружия использовались бомбосбрасыватели Mk II. Роль радиолокационного оборудования играли радары типа SW1C или 2C, которые по ходу войны были заменены на радары типа 271 для наземного и воздушного обнаружения, а также радары типа SW2C или 2CP для предупреждения о воздушной тревоге. В качестве сонаров использовались гидроакустические станции типа 123A, позже заменённые на типы 127 DV и 145.

## Строительство
«Камроуз» заказан 22 января 1940 года в рамках программы строительства корветов типа «Флауэр» на 1939 и 1940 годы. Заложен 17 сентября 1940 года на верфи компании «Marine Industries Ltd.» в Сореле, Квебек. Спущен на воду 16 ноября 1940 года и принят в состав КВМФ Канады 30 июня 1941 года. Трижды становился на ремонт: с февраля по май 1942 года в Луненберге (Новая Шотландия), с апреля 1943 года — в Пикту (Новая Шотландия) на пять с половиной месяцев (среди прочего был расширен бак), в сентябре 1944 года снова на ремонте в Пикту.

## Служба
В июле 1941 года «Камроуз» вошёл в состав Галифакских сил, в октябре переведён в Ньюфаундлендское командование. До февраля 1942 года сопровождал конвои из Сент-Джонса в Исландию. После ремонта вернулся в Ньюфаундлендское командование. В июне 1942 года вошёл в состав Западных местных конвойных сил. В октябре того же года отправлен в Великобританию для сопровождения конвоев в Гибралтар в рамках операции «Торч», выполнял эти задачи в течение последующих пяти месяцев. В апреле 1943 года отправился в Пикту на очередной ремонт и лишь через пять с половиной месяцев вернулся в строй.
В декабре 1944 года «Камроуз», покинув порт Сент-Джонс, отправился в Лондондерри и затем присоединился к конвойной группе EG-6 британского флота. В её составе сопровождал конвои в Гибралтар и Фритаун. 8 января 1944 года во время сопровождения комбинированного конвоя OS.64/KMS.38 корвет потопил подводную лодку U-757 при помощи фрегата «Байнтан». В мае того же года передан командованию Западных подходов в Гриноке, занимался дальнейшим сопровождением конвоев в Ла-Манше. В сентябре вернулся в Канаду на ремонт, с января 1945 года и до окончания боевых действий в Европе состоял в конвойной группе EG-41, базировавшейся в Плимуте. Участвовал в освобождении Сент-Хелиера (Нормандские острова).
В июне 1945 года «Камроуз» вернулся в Канаду. 22 июля 1945 года, находясь в Сидни, был выведен из состава флота. В июне 1947 продан и разрезан на металл в Гамильтоне.

## Командиры
С момента принятия корвета «Камроуз» в состав КВМФ Канады и до завершения боевых действий Второй мировой войны в Европе корветом командовали следующие офицеры:
| Воинское звание     | Имя командира       | Оригинал имени          | Начало службы | Конец службы  |
| ------------------- | ------------------- | ----------------------- | ------------- | ------------- |
| Лейтенант-коммандер | Луи Раймон Павильяр | Louis Raymond Pavillard | 30 июня 1941  | 7 ноября 1944 |
| Лейтенант           | Джеймс Барретт Лэмб | James Barrett Lamb      | 8 ноября 1944 | 18 июля 1945  |